# Гринауцы (Михалашаны)
Гринауцы (рум. Grinăuți, Гринэуць) — село в Окницком районе Молдавии. Наряду с селом Михалашаны входит в состав коммуны Михалашаны.

## География
Село расположено на высоте 230 метров над уровнем моря.

## Население
По данным переписи населения 2004 года, в селе Гринэуць проживает 177 человек (80 мужчин, 97 женщин).
Этнический состав села:
| Национальность | Число жителей | Процентный состав |
| -------------- | ------------- | ----------------- |
| молдаване      | 151           | 85,31             |
| украинцы       | 15            | 8,47              |
| русские        | 11            | 6,21              |
| Всего          | 177           | 100 %             |